# Connaught n.º 457
Connaught n.º 457 es un municipio rural canadiense situado en la provincia de Saskatchewan.

## Superficie
Connaught n.º 457 tiene una superficie de 848,82 km².

## Demografía
En 2021, tenía 491 habitantes, una densidad poblacional de 0,6 hab./km², y 221 viviendas.